# Bridgestone Tower
Der Bridgestone Tower ist ein Wolkenkratzer in Nashville, Tennessee. Er hat eine Gesamthöhe von 140 m und 30 Etagen. Es ist zurzeit das vierthöchste Gebäude in Nashville.
Der Wolkenkratzer wurde vom Architektenbüro Perkins and Will geplant und 2017 fertiggestellt. In ihm befindet sich der Hauptsitz der amerikanischen Tochtergesellschaft von Bridgestone. Der Wolkenkratzer befindet sich zwischen der Country Music Hall of Fame und dem Schermerhorn Symphony Center und ist nur ein paar hundert Meter von der Bridgestone Arena, der Heimat des NHL-Teams Nashville Predators.